# Гипотеза Рассиаса
Гипотеза Рассиаса — это открытая проблема, связанная с простыми числами. Гипотезу высказал Михаэль Т. Рассиас, когда готовился к Международной математической олимпиаде. Гипотеза утверждает следующее:
Для любого простого {\displaystyle p>2} существуют два простых {\displaystyle p_{1}<p_{2}}, таких, что
{\displaystyle p={\frac {p_{1}+p_{2}+1}{p_{1}}}}

## Связь с другими открытыми проблемами
Гипотезу Рассиаса можно сформулировать в эквивалентной форме:
Для любого простого числа {\displaystyle p>2} существуют простые {\displaystyle p_{1}<p_{2}}, такие, что
{\displaystyle p_{2}=(p-1)p_{1}-1.}
Эта переформулировка показывает, что гипотеза является комбинацией проблемы обобщённых чисел Софи Жермен
{\displaystyle p_{2}=2ap_{1}-1}
с дополнительным условием, что {\displaystyle 2a+1} должно быть тоже простым. Это делает гипотезу частным случаем гипотезы Диксона. Заметим, что гипотеза Диксона (и её обобщение, Гипотеза H) появились раньше гипотезы Рассиаса. См. предисловие Преды Михайлеску для сравнения гипотезы Рассиаса с другими известными гипотезами и открытыми проблемами теории чисел.
С гипотезой связаны также последовательности Куннингама, т.е. последовательности простых {\displaystyle p_{i+1}=mp_{i}+n,\ i=1,2,\ldots ,k-1,} для фиксированных взаимно простых положительных целых {\displaystyle m,n>1}. В отличие от прорыва Бена Грина и Теренса Тао на простых арифметических прогрессиях, не известны результаты на больших последовательностях Куннингама. Гипотеза Рассиаса эквивалентна существования последовательностей Куннингама с параметрами {\displaystyle 2a,-1} for {\displaystyle a}, такого, что {\displaystyle 2a-1=p} является простым.